# جی. مایلز دیل
جی. مایلز دیل (انگلیسی: J. Miles Dale؛ زادهٔ ۱۹۶۱) تهیه‌کننده فیلم و کارگردان فیلم اهل کانادا است. وی از سال ۱۹۸۵ میلادی تاکنون مشغول فعالیت بوده‌است.
از فیلم‌ها یا مجموعه‌های تلویزیونی که وی در آن‌ها نقش داشته‌است می‌توان به جمجمه ۲، جمجمه ۳، کولاک، هالیوودلند، عشق پیش می‌آید، اسکات پیلگریم در برابر دنیا، موجود، عهد، ماما، کری، عشق بی‌پایان، شکل آب، شکارچیان سایه و دگردیسی اشاره نمود.